# Shabono

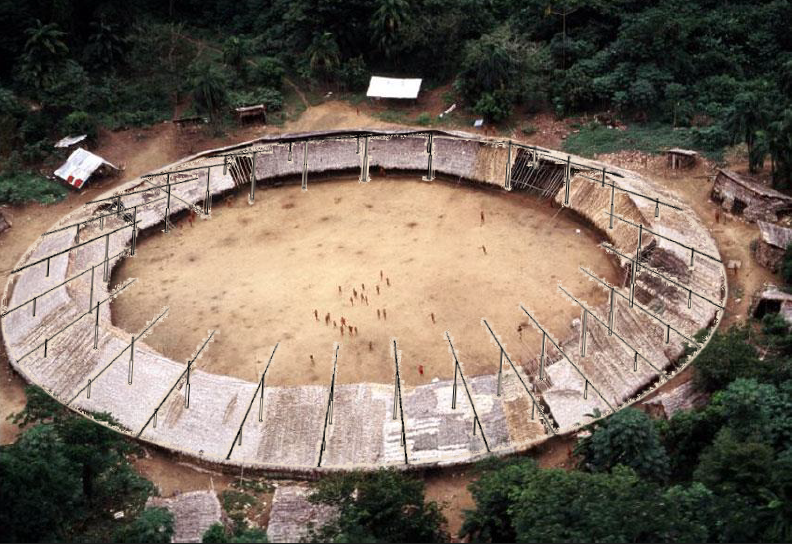
Shabono

Shabono är de venezuelanska yanomoindianernas traditionella byggnadstyp.
En shabono är en rund byggnad med en diameter på 90-200 meter som omger en vanligen öppen plats. I byggnaden kan 40-250 medlemmar av olika familjer bo. Byggnaden består av förhållandevis räta timmerstockar och täcks av ett lövtak.
"Shabono" är ett yanomamoord som betyder "glänta" eller "öppen plats".
I modern tid har shabonon ofta ersatts av enfamiljshus utplacerade längs med en flod.